# Packstation

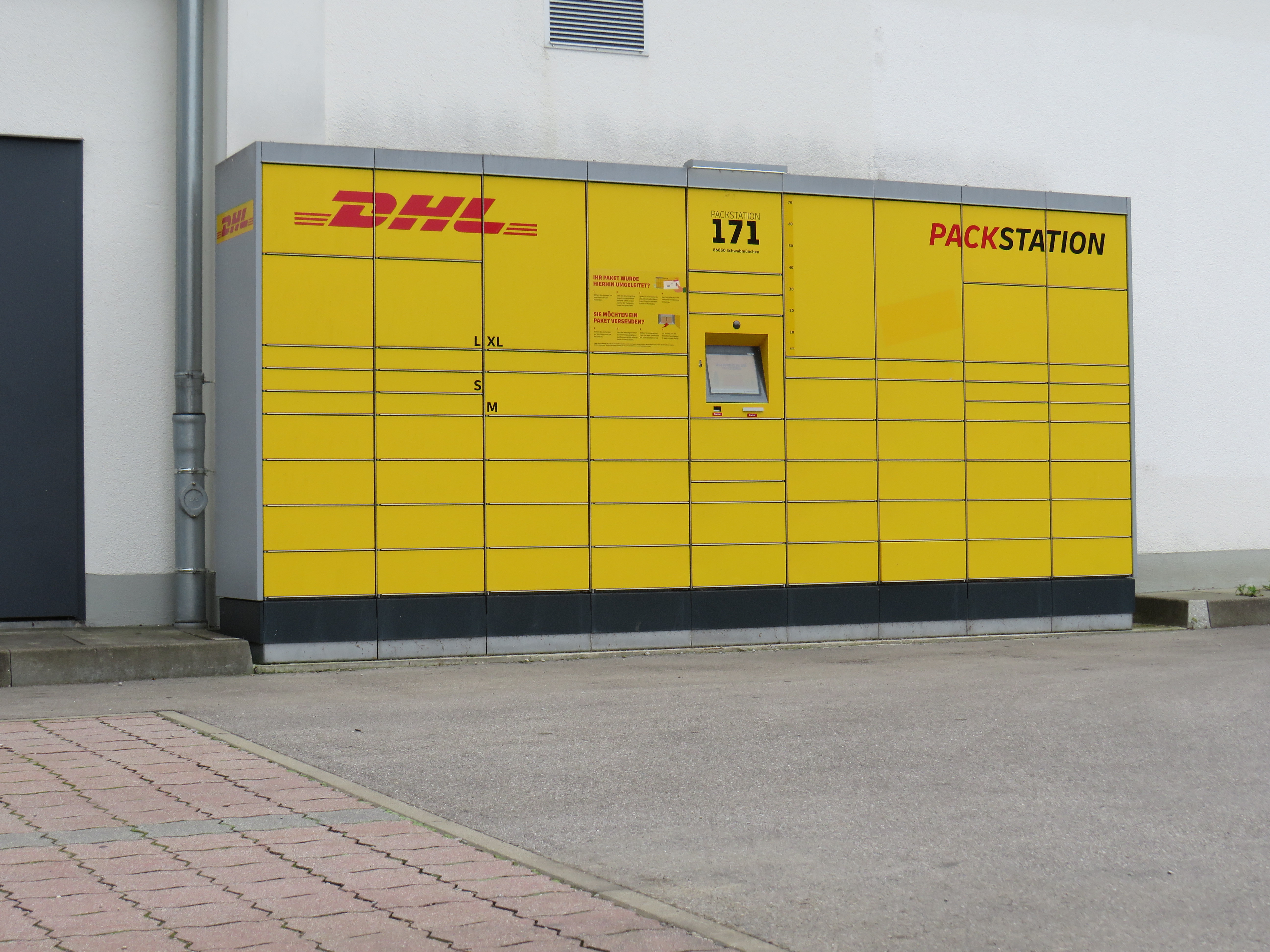
Packstation – Modell Fachsystem, jede Sendung hat ein eigenes Fach (2023)

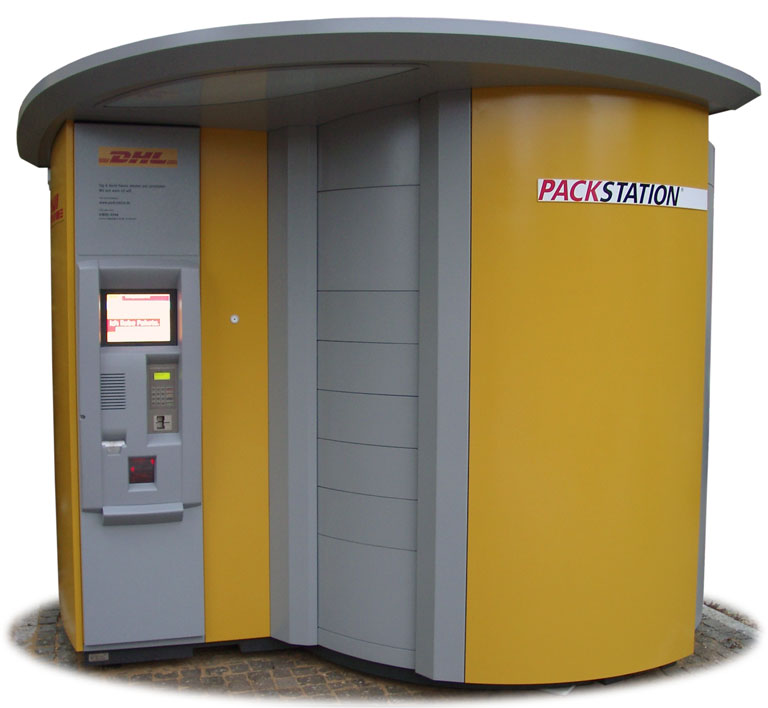
Packstation – Modell Rotationssystem, Sendungen werden in Magazinen gelagert (2004)

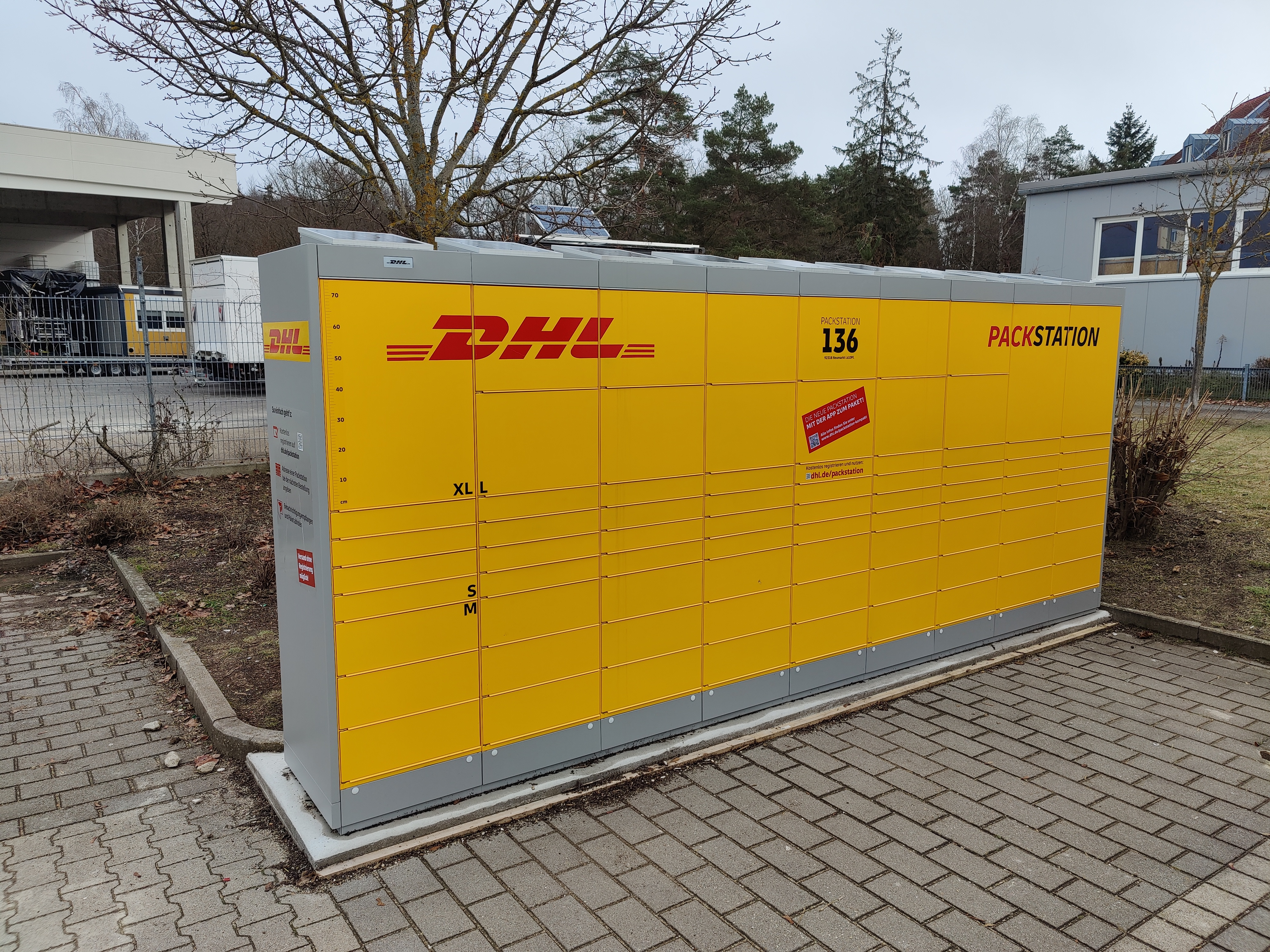
Packstation Kompakt (2020), ohne Bildschirm und Drucker, nur noch via App bedienbar

Eine Packstation ist ein Paketautomat von DHL, der Paket- und Expressdiensttochter der Deutschen Post AG. Das System wurde ab Ende 2001 aufgebaut; Pilotstädte waren Dortmund und Mainz. Derzeit gibt es bundesweit mehr als 15.500 Automaten (Stand: Juli 2025), an denen Kunden zum Teil rund um die Uhr bestimmte Sendungen abholen sowie selbst einliefern können. Im September 2023 lag die Zahl der registrierten Kunden bei über 23 Millionen.

## Handhabung und Funktionsumfang

### Allgemeines
Für die Registrierung des Kundenkonto und die Nutzung der Paketautomaten fallen über das Porto hinaus keine zusätzlichen Kosten an. Der alleinige Paketversand ist auch ohne vorherige Registrierung möglich. Die Packstation ist (in der Regel) 24 Stunden und 7 Tage die Woche zugänglich.
Die Kundenanmeldung erfordert die Angabe einer Adresse innerhalb der EU und eine deutsche Mobilfunknummer. Das Mindestalter für die Nutzung beträgt 18 Jahre.
Zur Freischaltung für den Service ist eine Identitäts- und Adressprüfung notwendig. Hierzu werden die Kundendaten entweder automatisch verifiziert oder der Kunde erhält eine Einladung per E-Mail zu dem Fotoidentverfahren (Postident), wonach per Post zur Adressprüfung eine sechsstellige Transaktionsnummer (TAN) (sogenannte AdressTAN) versendet wird. Sobald diese Nummer im Online-Portal eingegeben wurde, verschickt DHL postalisch einen Aktivierungscode zur Aktivierung des mobilen Endgerätes. Dann kann die Packstation genutzt werden.
Für die Zustellung an eine Packstation sind DHL-Pakete, DHL-Päckchen, Büchersendungen, Warensendungen sowie Großbriefe und Maxibriefe geeignet. Briefsendungen, die mit weniger Porto als Groß- und Maxibriefe frankiert sind (Standardbrief, Kompaktbrief, Postkarte), werden nicht in eine Packstation eingelegt.
Sendungen müssen Mindest-Abmessungen von 15 cm × 11 cm × 1 cm (sog. S-Fach) und eine maximale Größe von 75 cm × 60 cm × 40 cm (sog. XL-Fach) zum Empfang haben. Zu berücksichtigen ist, dass nicht jede Packstation über das sogenannte XL-Fach verfügt. Gegenüber dem normalen Paketversand kommt es damit zu Einschränkungen. Das Höchstgewicht einer Sendung beträgt 31,5 kg. Seit April 2018 werden an Packstationen adressierte Nachnahmesendungen an Postfilialen umgeleitet, eine Bezahlung am Automaten ist nicht mehr möglich.
Beim Versenden und Empfangen hat der Kunde stets bundesweit die freie Wahl, welche Packstation er im einzelnen Fall verwenden möchte. Dadurch ist dieser Dienst besonders für Reisende wie Fernfahrer, Handelsvertreter oder Urlauber interessant.
Die jeweils nächstgelegene Packstation kann man mit dem „Postfinder“ (früher: Packstationfinder) im Internet anhand einer beliebigen nahegelegenen Adresse bestimmen.
Zu beachten ist, dass Sendungen nur vom Inhaber des jeweiligen Kundenkonto persönlich abgeholt werden dürfen. Das Aushändigen der Zugangsdaten an Dritte ist nicht zulässig.
Ausgeschlossen von einer Zustellung an Packstationen sind ebenso Lieferungen konkurrierender Unternehmen.

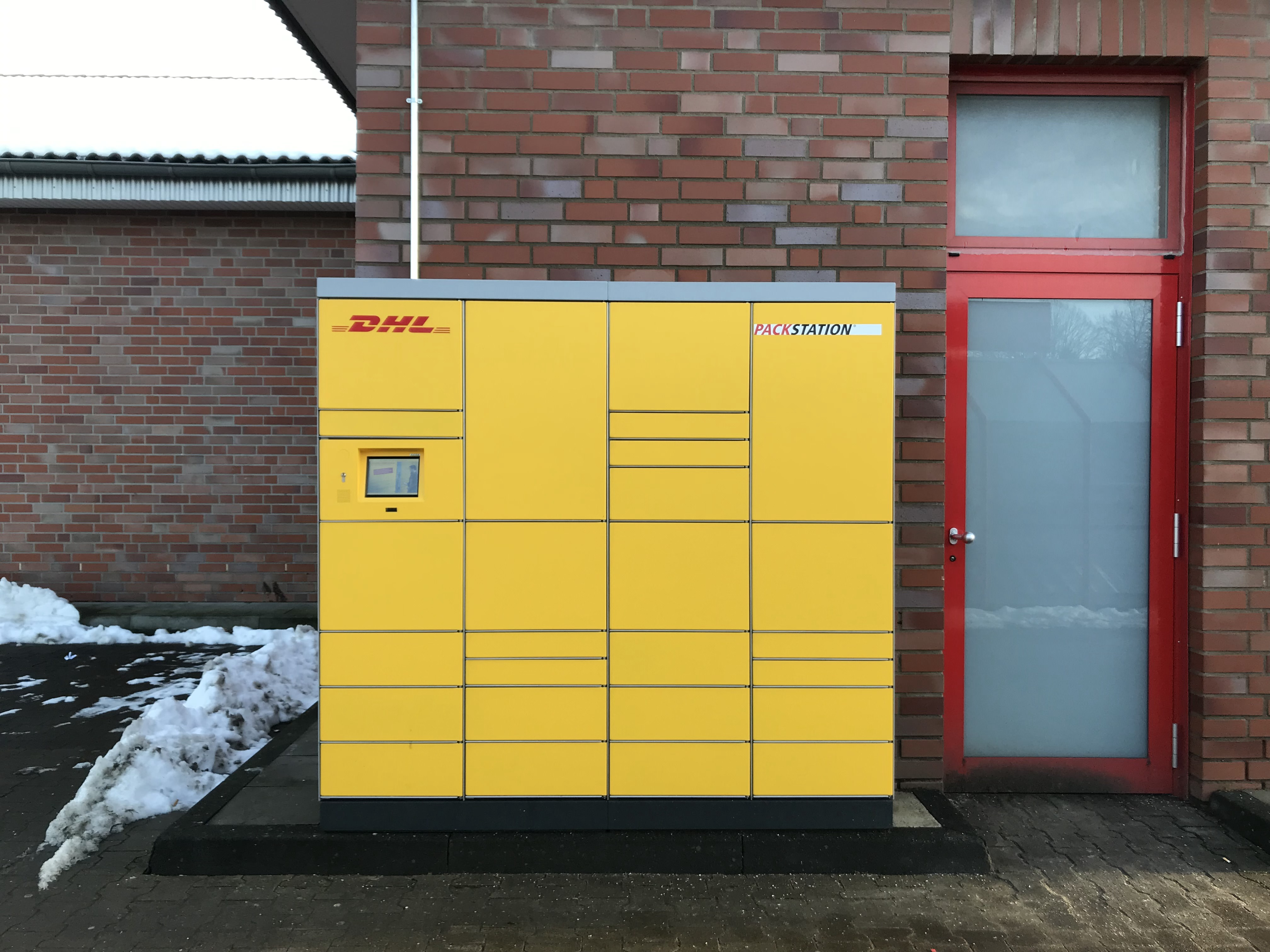
Besonders kleine Packstation an einer Kölner Tankstelle (2019)

### Sendungen an eine Packstation adressieren
Eine Sendung, die an eine Packstation geliefert werden soll, muss nach folgendem Muster adressiert werden:
Hans Mustermann
12345678
Packstation 123
12345 Musterstadt
Dabei ist 12345678 die Postnummer (zwischen sechs und zehn Stellen) des Packstationkunden (des Empfängers), die diesem fest zugeteilt ist. Die Nummer der Packstation, die Postleitzahl und den Ort der Packstation kann der Kunde in einem Verzeichnis, etwa auf der Website des Unternehmens, nachschlagen. Der Absender ist nicht auf eine bestimmte Packstation festgelegt, sondern kann durch freie Adressierung jeder einzelnen Sendung an die entsprechende Lieferadresse (Hausanschrift, Packstation usw.) jedes Mal frei entscheiden, wohin die Sendung zugestellt werden soll.
Fehlt (beispielsweise bei Online-Bestellungen) das Feld Adresszusatz, so ist die Postnummer im Feld Name in der Form Name Postnummer anzugeben. Im Feld „Straße“ ist „Packstation“ einzutragen, gefolgt von der dreistelligen Nummer der auszuwählenden Packstation im Feld „Hausnummer“.

### Sendungen abholen

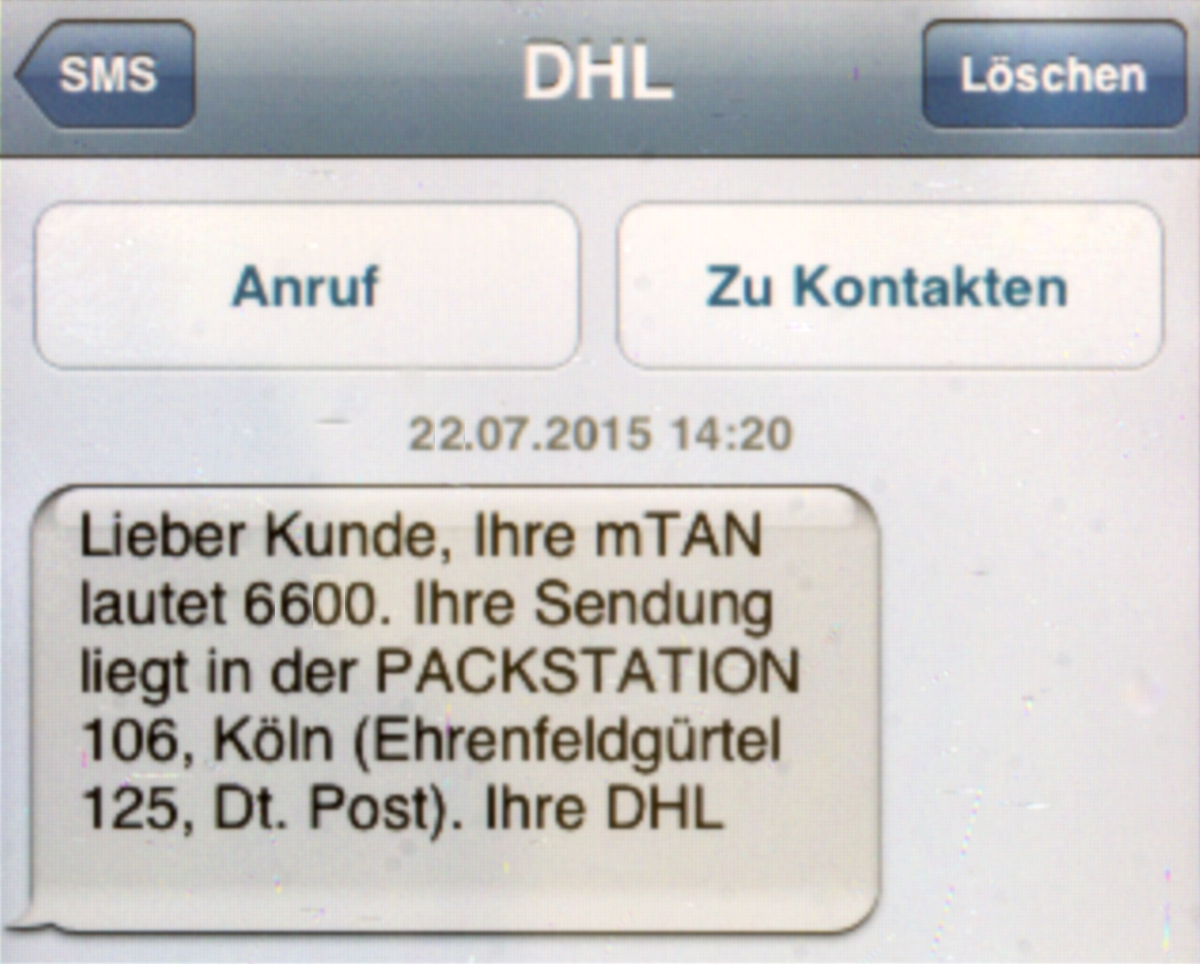
SMS mit der Transaktionsnummer zur Abholung

#### An Packstationen adressierte Sendungen

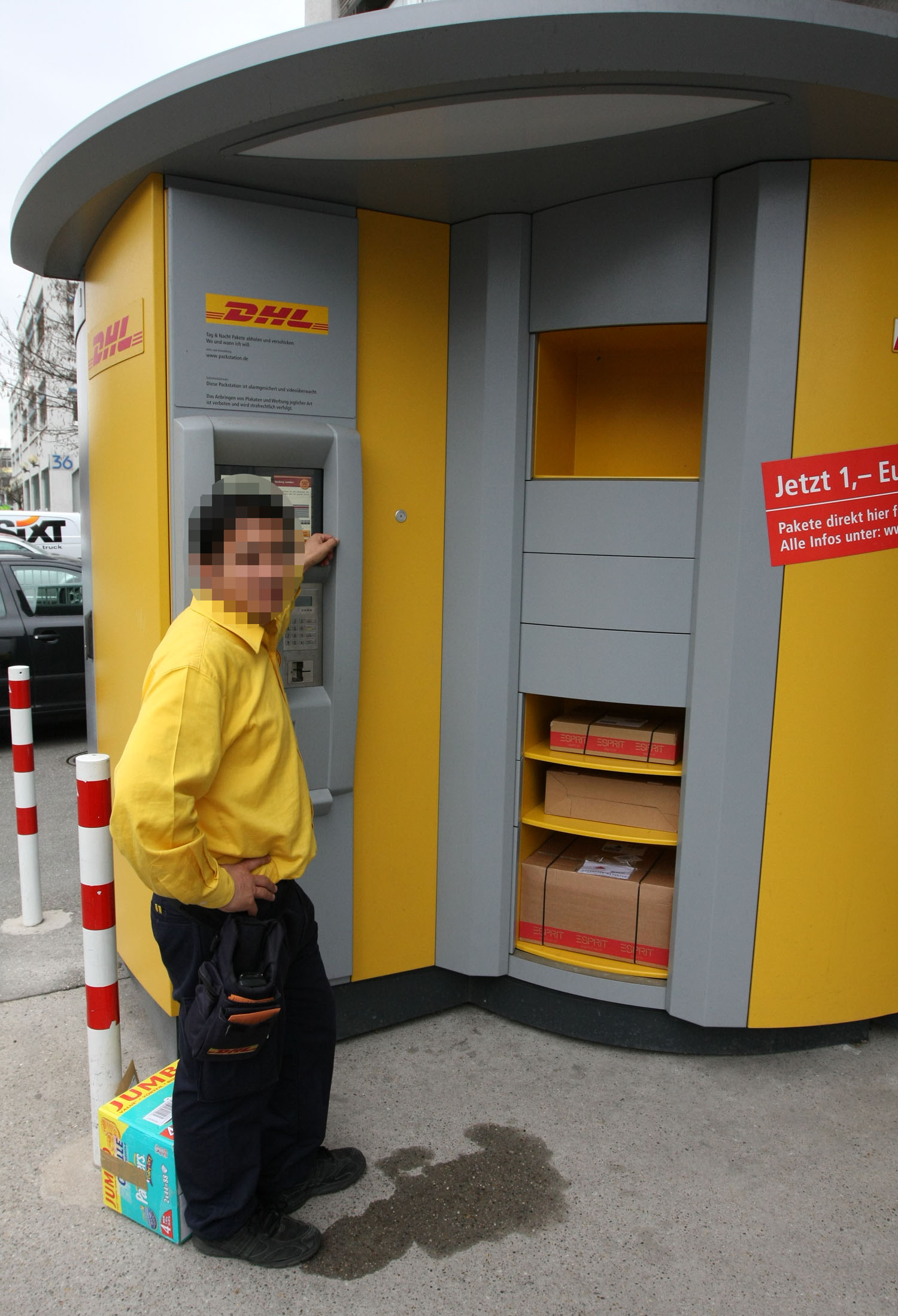
Zur Vereinfachung für die Mitarbeiter sind von allen Fachgrößen bereits Fächer zur Mitnahme bzw. Einlegung von Paketen geöffnet

Seit April 2022 ist die Smartphone-App Post-&-DHL-App bei an Packstation adressierten Sendungen das alleinige Werkzeug, um Pakete aus einer DHL-Packstation abzuholen. Es wird in der App ein zeitlich begrenzter, scanbarer Abholcode übermittelt. Mobiles Internet ist, anders als zuvor, nun zwingend erforderlich.
Sobald eine Sendung eingetroffen ist, wird der registrierte Kunde per E-Mail und, falls installiert, über eine Push-Benachrichtigung in der offiziellen Post & DHL-App (früher: DHL Paket App) informiert, wo die Sendung hinterlegt ist.
An der Packstation kann die Sendung mit der App in Empfang genommen werden.
Bei einer vollständigen Belegung oder beim Defekt des Automaten bzw. bei einer Sendung, die zu klein, zu groß oder ungeeignet für die Packstation ist, wird die Sendung in eine andere Packstation oder eine Postfiliale transportiert und dort zur Abholung bereitgehalten. Der Kunde wird darüber per E-Mail und/oder SMS informiert. Diese Umleitung erfolgt ohne Rücksprache; bei einer Umleitung in eine Filiale kann die Sendung in der Regel erst am nächsten Werktag abgeholt werden und die Lagerfrist verkürzt sich auf sieben Werktage. Im Gegensatz zur Abholung am Automaten muss sich der Empfänger zusätzlich mit seinem Personalausweis verifizieren. Eine weitere Umlagerung zurück in eine Packstation, in eine andere Filiale oder an eine Hausanschrift erfolgt nicht.
In den Packstationen wird die Lieferung sieben Kalendertage, mit dem Tag der Einstellung, aufbewahrt. Umlagerungen der Sendungen (z. B. von einem Automaten in eine Filiale) und Zweitzustellungen werden nicht angeboten. Nach dem Fristablauf wird die Sendung an den Absender zurückgesandt.
Die Annahme der Sendung erfolgt in Unkenntnis über Absender und Sendungszustand, da nach dem Öffnen des Fachs des Paketautomaten gemäß AGB keine Annahmeverweigerungsmöglichkeit mehr besteht.

##### Abholung mit Kundenkarte/-nummer und TAN bis März 2022
Bis Ende März 2022 konnten Bestandskunden einer Packstation Sendungen noch mit Kundenkarte/Postnummer sowie dem vierstelligen Abholcode, der z. B. per E-Mail versendet wurde, an Packstationen abholen.
Für die Abholung von Sendungen kam seit dem 29. Oktober 2012 infolge gestiegener Phishing-Attacken das mTAN-Verfahren zum Einsatz, für das ein Mobiltelefon und die Registrierung der Mobilfunknummer erforderlich ist, was anfangs zu Verunsicherung bei den Kunden führte. Nach heftiger Kritik stellte DHL im November 2012 70 zusätzliche Mitarbeiter ein und richtete eine kostenlose Hotline ein, um die Anfragen bearbeiten zu können. Bei der Kundenkarte – von DHL auch als Goldcard bezeichnet – handelt es sich um eine Magnetstreifenkarte, auf der zwei von drei möglichen Spuren von DHL mit Informationen besetzt sind: Auf der ersten Spur ist der Name des Kunden im Klartext gespeichert, auf der zweiten befindet sich die Postnummer. Auf der dritten Spur befindet sich eine auf allen Karten einheitliche Nummer. Bei der Anmeldung an einer Packstation wurde nur die auf der zweiten Spur gespeicherte Postnummer mit einer Datenbank abgeglichen.
Seit 2017 stellte DHL die Packstationen nach und nach auf ein Strichcode-Verfahren um. Dabei wurden die Magnetstreifenleser entfernt und es konnten nur noch neuere Kundenkarten mit zusätzlich auf der Rückseite aufgedrucktem Strichcode verwendet werden. Kunden, die noch über eine alte Kundenkarte ohne Strichcode verfügten, konnten an diesen Stationen Pakete durch manuelle Eingabe der Postnummer abholen, da die neuen Kundenkarten bisher nicht automatisch, sondern nur nach der Anforderung durch DHL an die Kunden verschickt wurden. Der Strichcode enthielt eine eindeutige 16-stellige Ziffernfolge, die nicht der Postnummer entsprach. Bis Mitte 2018 war es möglich, den benötigten Barcode durch Berechnungen mit Hilfe der Postnummer selbst zu erzeugen, später wurden diese Strichcodes durch DHL aber gesperrt. Später ließ sich der Strichcode auch in der DHL-Packstation-App anzeigen und vom Smartphone-Display erfassen.
Seit 2018 führt DHL Packstationen ein, welche keinen Magnetkartenleser mehr eingebaut haben. Zur Identifikation genügte hier die Postnummer an Stelle der Magnetkarte sowie weiterhin die mTAN.

#### Ersatzweise Zustellung an eine Packstation
Wird bei der Paketzustellung an eine Hausadresse der Empfänger nicht angetroffen, wurde ursprünglich eine orangefarbige Abholkarte zur Abholung in der nächsten Poststelle (Postfiliale oder -agentur) im Briefkasten hinterlegt. Zwischen 2008 und 2010 wurden zunehmend auch grüne Karten zur Abholung an einer Packstation beim Empfänger eingeworfen. 2010 wurde eine einheitliche gelbweiße Karte eingeführt, auf der angekreuzt werden kann, ob das Paket in einer Poststelle oder an einer Packstation abgeholt werden muss. Bei der Abholung des Pakets an einer Packstation muss lediglich der Barcode auf der Abholkarte vor den Scanner der Packstation gehalten werden; es erfolgt keine Identitätskontrolle des Abholers. Dieses Verfahren wird auch bei Empfängern angewandt, die keine Packstationkunden sind. Eine Kundenregistrierung ist dann nicht nötig. Von einer Packstation Kompakt, ohne Bildschirm und Scanner, kann das Paket ohne die App nicht abgeholt werden. Eine sogenannte Zweitzustellung kann über eine Website beauftragt werden, falls der Empfänger einen Internetzugang besitzt.
Diese sogenannten benachrichtigen Sendungen werden 9 Kalendertage in der Packstation aufbewahrt.

### Sendungen verschicken

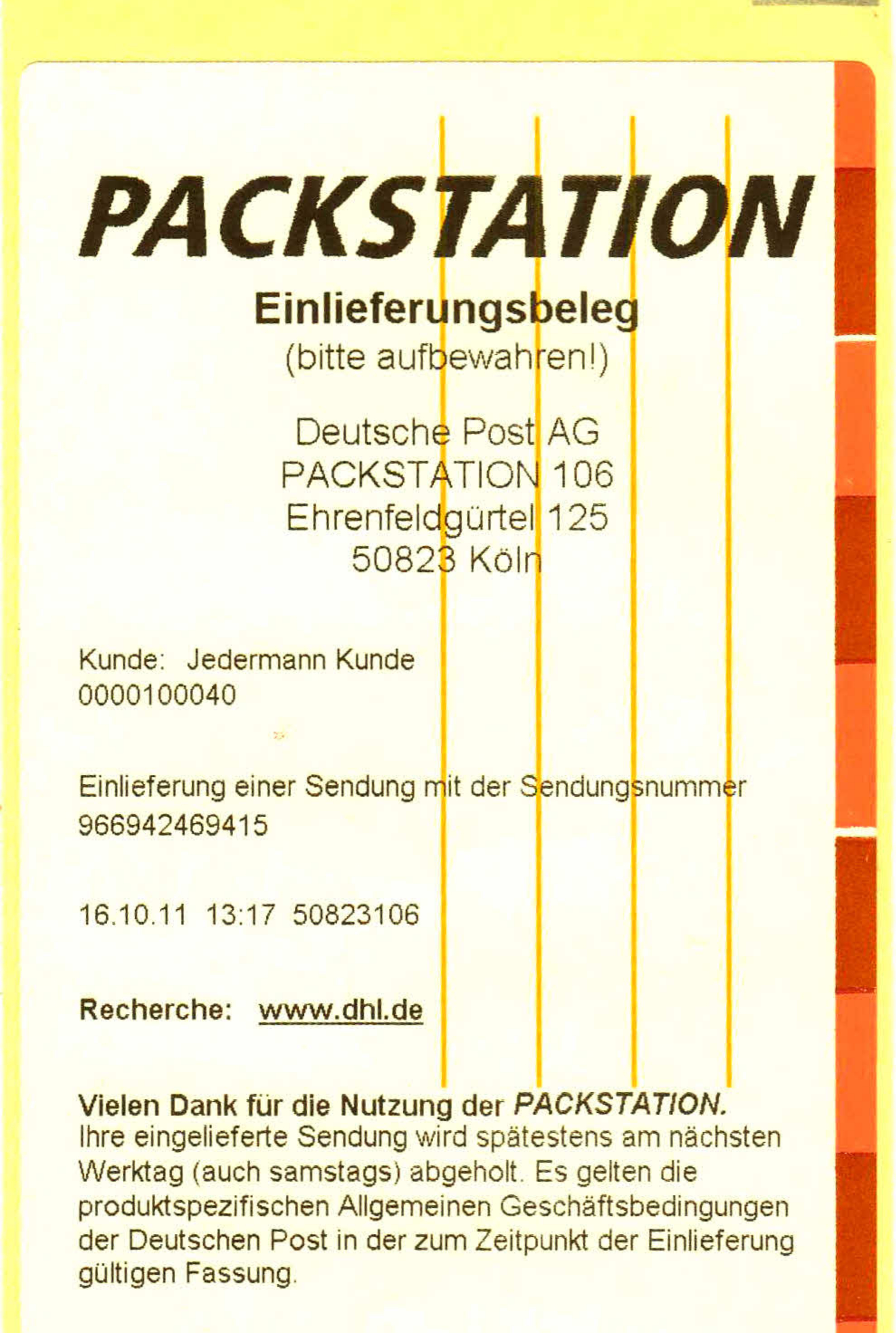
Bis Mitte 2017 üblicher Einlieferungsbeleg für ein Paket in einer DHL-Packstation

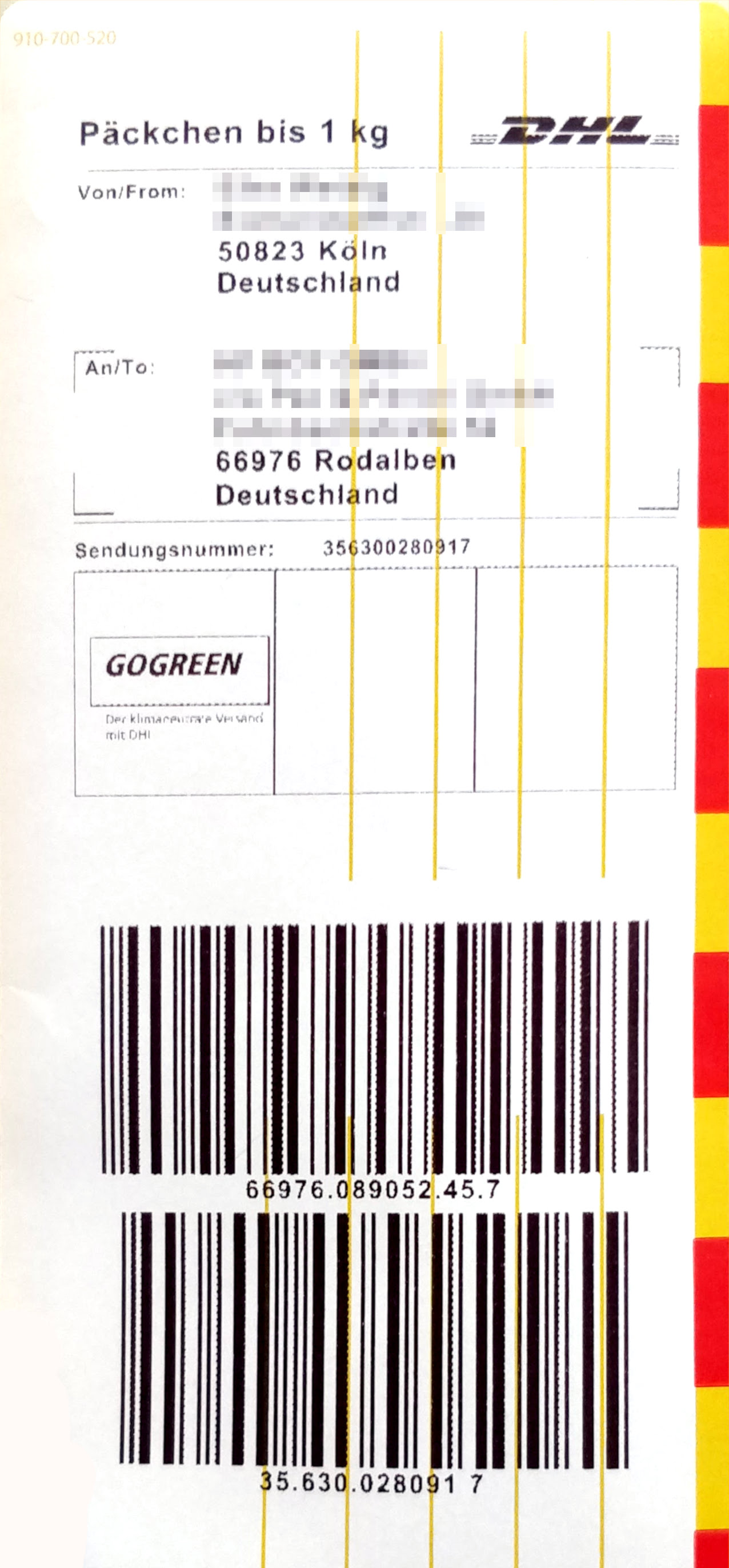
Durch Packstation gedruckter Päckchenaufkleber

Verschickt werden können nur Päckchen und Pakete und damit weniger Sendungsformen als beim Empfang. Die Sendungen können mit online vorfrankierten Strichcode-Versandaufklebern verschickt werden. Für die Online-Frankierung (DHL) wird mit einem Preisnachlass von 1 Euro pro Paket geworben. Seit März 2018 sind online erworbene Paketmarken mit QR-Code an Packstationen ausdruckbar, insoweit die jeweilige Packstation dies bereits unterstützt. Seit Mitte 2017 ist kein Erwerb von Versandaufklebern an der Packstation mehr möglich. Es können auch in Filialen oder Paketshops erworbene Wertmarken oder Retourenaufkleber eines Versenders verwendet werden.

#### Kauf von Wertmarken
Wertmarken zur Frankierung von Päckchen und Paketen waren an allen Packstationen, auch mit Kundenkarte, bis 2012 erhältlich. Von August 2010 bis 2012 war die Abgabe von Päckchen und Paketen mit an Packstationen ausgestellten Wertmarken darüber hinaus auch in den Filialen der Deutschen Post und Partnerfilialen möglich.
Bis zum 30. Juni 2012 wurde an der Packstation ein Preisnachlass von 1 Euro pro Paket und Päckchen gewährt. Seitdem kosteten an der Packstation gekaufte Marken dasselbe wie in den Filialen. Paketmarken konnten nur ohne Zusatzleistungen gekauft werden. Leistungen wie erweiterte Transportversicherung, GoGreen, Rollenform oder Nachweis bei Päckchen können an Packstationen nicht beauftragt werden. Auf Wunsch konnte auf die Paketmarke mit Hilfe einer Bildschirmtastatur die Absender- und Empfängeradresse gedruckt werden. Bei Paketmarken für Europa war dies jedoch nicht möglich. Hier mussten die Anschriften handschriftlich selbst eingetragen werden.

#### Einlegen von Sendungen
Die Möglichkeit, frankierte Päckchen und Pakete mit Hilfe der Packstation an DHL zu übergeben, steht sowohl registrierten Kunden als auch unregistrierten Kunden offen. Großbriefe, Maxibriefe, Bücher- und Warensendungen können nicht versendet werden, für diese Produkte besteht lediglich die Möglichkeit der Abholung an einer Packstation. Retourenpakete können teilweise selbst dann mit der Packstation zurückgeschickt werden, wenn sie dem Kunden ursprünglich nicht mit DHL oder der Deutschen Post zugestellt wurden.
Zuerst wird mit dem eingebauten Scanner der Barcode der Versandmarke gelesen. Anschließend wählt der Kunde eine Fachgröße und legt die Sendung in das sich öffnende Fach. Die Maximalmaße für alle Sendungen betragen 75 cm × 60 cm × 40 cm. Auf Wunsch kann für Pakete ein Einlieferungsbeleg gedruckt werden, der jedoch nur die Paketnummer, nicht aber die Empfängeradresse ausweist. Registrierte Kunden können sich den Einlieferungsbeleg stattdessen auch an die hinterlegte E-Mail-Adresse senden lassen.
Mit Stampit freigemachte Pakete konnten versendet werden. Päckchen, die mit Stampit freigemacht wurden, konnten allerdings nicht versendet werden, weil ihnen der Strichcode fehlte.

## App
Eine Analyse des Datensendeverhaltens kam zu dem Schluss, dass die App noch vor einer Einwilligung Informationen an Werbetracker-Anbieter übermittele.

## Typen von Packstationen

### Öffentliche Packstation
In den Pilotstädten Dortmund und Mainz wurden Ende 2001 die ersten Packstationen aufgebaut. Im Oktober 2002 folgten Bad Vilbel, Frankfurt am Main und Offenbach am Main. Während der Pilotphase war eine direkte Adressierung an die Packstation nicht vorgesehen. Der Versender adressierte das Paket ganz normal an die postalische Adresse des Empfängers. Der Empfänger musste neben seiner Türklingel/Briefkasten einen DHL-Aufkleber mit der PostIdentnummer anbringen. Wenn nun der DHL-Mitarbeiter das Paket zustellen wollte und der Empfänger nicht zu Hause war, konnte er anhand des Aufklebers erkennen, dass der Empfänger ein Packstationkunde war. Der Paketzusteller nahm das Paket dann wieder mit und informierte per Karte (später auch per SMS/E-Mail) den Empfänger darüber, dass dieser sein Paket an seiner damals fest vorgegebenen Packstation mit seiner DHL-Goldkarte abholen konnte.
Die Produktion der Packstation erfolgt durch den österreichischen Hersteller KEBA.
Der Konzern teilte im September 2007 mit, dass bis 2009 zu den damals 900 bestehenden Packstationen nochmals 1.500 Stationen an Aldi-Filialen hinzu kommen sollen. Durch die Aufstellung weiterer Automaten an öffentlichen Plätzen konnte der Packstation-Service, wie geplant, im November 2009 auf 2.500 Automaten ausgeweitet werden. Damit war laut Eigenaussage des Unternehmens das Ziel erreicht, dass 90 % der Bevölkerung nur noch rund zehn Minuten zum nächsten Automaten brauchen. Bis 2012 war ursprünglich geplant weitere 150 Stationen aufzubauen, dieses Ziel wurde erst im Mai 2014 erreicht. Im Oktober 2016 ist die Zahl der Packstationen auf 3.000 angestiegen. Im Juli 2022 wuchs sie auf 10.000 an. Für das Jahr 2030 plant DHL den Betrieb von 30.000 Packstationen.
Die Ausbauschwerpunkte liegen vor allem in Ballungszentren und Städten. In ländlichen Regionen finden sich bislang eher wenige Packstationen. Die größte Packstation steht mit 602 Fächern in der Karlsruher Südstadt.
Um die Miete für die Aufstellung von öffentlichen Packstationen einzusparen, bietet Deutsche Post DHL Gewerbetreibenden an, auf deren Grundstück eine Packstation „kostenlos“ aufzustellen. Der Nutzen für die Gewerbetreibenden liegt lt. Deutsche Post DHL darin, dass diese neue Kunden durch die Nutzer der Packstation gewinnen.
| Jahr           | Städte und Gemeinden | Packstationen | Kunden       |
| -------------- | -------------------- | ------------- | ------------ |
| Januar 2002    | 2                    | 24            | 2500         |
| Oktober 2002   | 5                    | 75            |              |
| Februar 2004   | 14                   |               |              |
| September 2005 | 90                   |               |              |
| Oktober 2005   | 102                  |               |              |
| April 2006     |                      |               | 400.000      |
| November 2006  | 120                  | 700           |              |
| Februar 2007   | 150                  | 800           |              |
| August 2007    |                      | 850           |              |
| September 2007 |                      | 900           | 700.000      |
| Oktober 2008   |                      | 1000          |              |
| November 2008  |                      | 1500          |              |
| Juni 2009      |                      | 2000          | 1.000.000    |
| November 2009  | > 1600               | 2500          | 1.400.000    |
| September 2011 | > 1600               | 2500          | 2.000.000    |
| Mai 2014       | 1600                 | 2650          | 5.000.000    |
| April 2015     |                      | 2750          |              |
| Oktober 2016   |                      | 3000          |              |
| November 2017  |                      |               | 8.000.000    |
| Januar 2018    | > 1600               | 3400          |              |
| August 2018    |                      |               | > 10.000.000 |
| Oktober 2019   |                      | 4000          | > 12.000.000 |
| Juni 2020      |                      | 5000          |              |
| November 2020  |                      | > 6000        |              |
| März 2021      |                      | 7000          |              |
| Oktober 2021   |                      | 8200          |              |
| Februar 2022   |                      | 9000          |              |
| März 2022      |                      | > 9000        | > 16.000.000 |
| Mai 2022       |                      | 9300          |              |
| Juli 2022      |                      | 10.000        | > 19.000.000 |
| November 2022  |                      | 11.000        |              |
| September 2023 |                      | 12.500        | > 23.000.000 |
| Januar 2025    |                      | 14.200        |              |
| Juli 2025      |                      | 15.500        |              |

### PackstationInhousefür Unternehmen
Seit Januar 2004 bietet DHL für Großunternehmen (ab 3000 Mitarbeitern) auch sogenannte Packstationen Inhouse an. Das ist vor allem für solche Unternehmen interessant, in denen die Mitarbeiter sich ihre Pakete und Päckchen häufig an die Unternehmensadresse schicken lassen, was von den Unternehmen oft nicht gerne gesehen wird. So aber kann den Angestellten dennoch eine Möglichkeit gegeben werden, ihre Sendungen am Arbeitsplatz durch eine solche DHL-Inhouselösung zu erhalten. Das erste Unternehmen, das eine Packstation Inhouse aufbauen ließ, war SAP in Walldorf; im September 2005 folgte eine weitere am SAP-Standort St. Leon-Rot. Da diese speziellen Packstationen primär für die Mitarbeiter des jeweiligen Unternehmens zur Verfügung stehen, wird der Standort dieser Automaten nicht veröffentlicht. Bekannte Unternehmen sind beispielsweise BASF, Siemens und Deutsche Telekom. Auch die Bundeswehr stellt seit Juli 2009 den Soldaten der „Kaserne Panzertruppenschule“ in Munster eine exklusive Packstation zur Verfügung.
Inhouse-Packstationen sind auch für die Benutzung durch Personen geeignet, die keine Mitarbeiter des Unternehmens sind, solange diese Zugang zum Aufstellungsort der Packstation haben. Die Packstationsnummer lässt sich nicht auf normalem Wege im Internet ausfindig machen, sondern muss vor Ort am Terminal abgelesen werden. Der Zugang zu Inhouse-Stationen kann zeitlich limitiert sein, beispielsweise nachts oder am Wochenende, jedoch muss die Station nicht, wie vom Namen suggeriert, innerhalb eines Gebäudes oder in einem nicht-öffentlichen Bereich stehen. Anders als bei öffentlichen Packstation kann, bei entsprechender Vereinbarung zwischen Unternehmen und DHL, die ersatzweise Zustellung z. B. bei voller Packstation oder zu großem Paket anstelle an eine Postfiliale an die Hauspostabteilung des Unternehmens erfolgen, was Nicht-Firmenmitarbeiter vor erhebliche Probleme stellen kann.

### Postfiliale Direkt
Als Alternative zur Packstation bietet die Deutsche-Post-Tochter DHL unter dem Namen Postfiliale Direkt seit dem 1. September 2012 einen vergleichbaren Dienst an, bei dem Pakete und Päckchen an Filialen von Vertriebspartnern der Deutschen Post geliefert werden können, beispielsweise an örtliche Postbank-Filialen. Der Kunde wird per E-Mail benachrichtigt und kann die Sendung, allerdings nur während der jeweiligen Öffnungszeiten, in der Vertriebsfiliale abholen. Im Gegensatz zur Packstation dürfen an eine Postfiliale keine Briefprodukte (Groß- und Maxibriefe, Bücher- und Warensendung) und auch keine Express-Sendungen gesandt werden. Dafür auch größere Pakete als 60 cm × 35 cm × 35 cm, aber (wie auch bei der Packstation) kein Reisegepäck, kein Sperrgut, keine schweren und sperrigen Gegenstände, die mit DHL Maxitransport transportiert werden.
Ein vergleichbarer Dienst wurde bereits zwischen Januar 2006 und April 2006 in einigen Städten unter dem Namen Packstation Depot (in Kerpen und Münster Depotservice genannt) erprobt. Bei diesem wurde auf die Aufstellung von Automaten aus Platz- und/oder Kostengründen verzichtet und Sendungen direkt an eine Postfiliale oder Postagentur adressiert. Depots existierten in Potsdam, Münster, Kerpen, Brühl und Hürth.

### Poststation

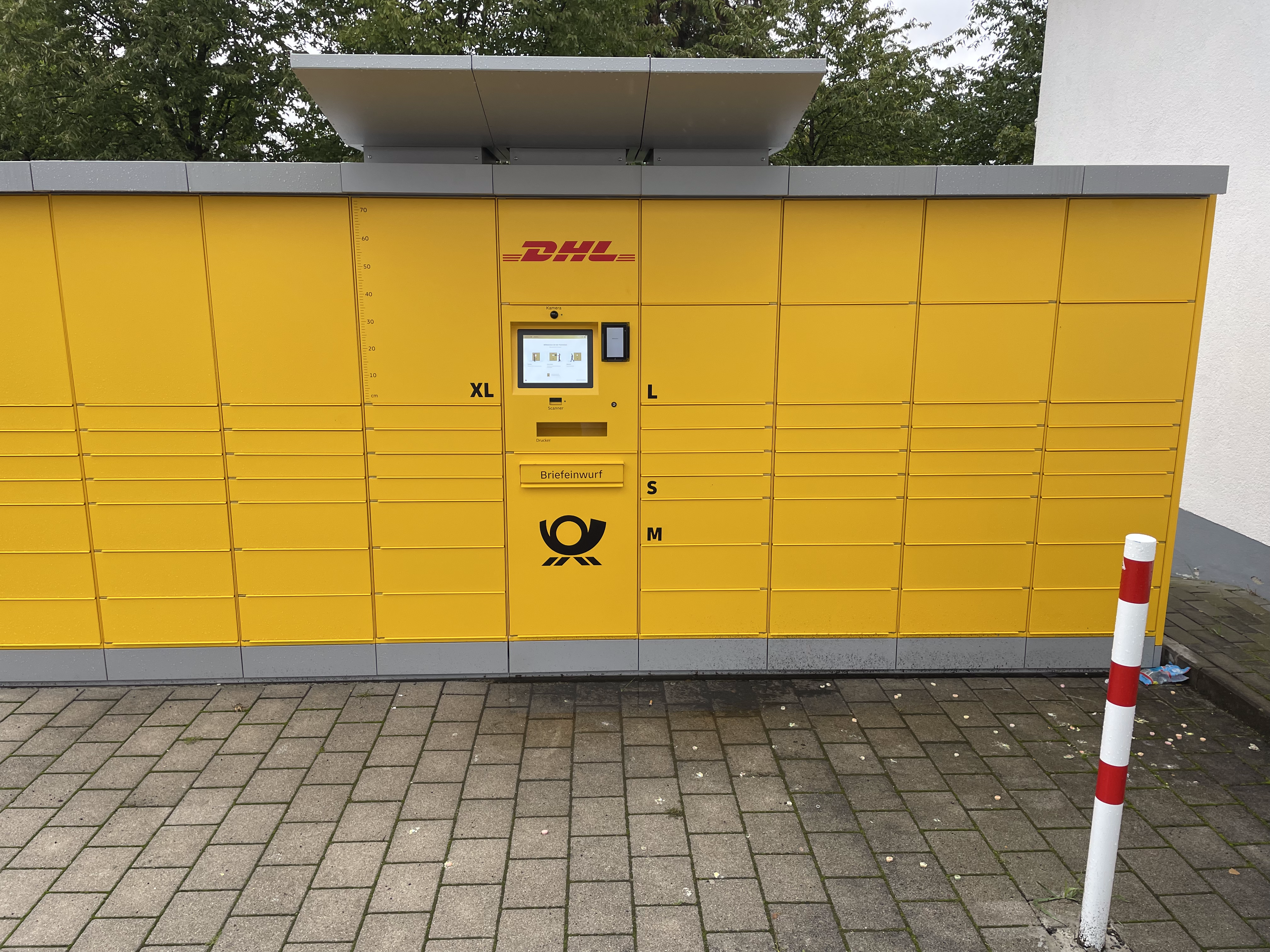
DHL-Poststation (2022)

Als Weiterentwicklung bietet die Deutsche Post DHL seit 2021 die Poststation an.

## Auszeichnung
- Bei der Vergabe der World Mail Awards 2004 wurde die Deutsche Post World Net in der Kategorie Innovation als bestes Unternehmen ausgezeichnet: Ihr Paketabholsystem Packstation trägt seitdem den Titel Weltweit innovativstes Postprodukt. (Die World Mail Awards sind der Branchen-Oscar der Postindustrie und werden jährlich in 10 Kategorien vergeben.)
- Ebenfalls 2004 wurde Packstation bei den deutschen Multimedia Awards der erste Preis in der Kategorie Kiosksysteme für die beste interaktive Lösung verliehen. (Der Deutsche Multimedia Award wird jährlich vom Deutschen Multimedia Kongress (DMMK), dem Deutschen Multimedia Verband (dmmv) und dem Kommunikationsverband verliehen. Geehrt werden herausragende Leistungen in den Bereichen Multimedia und interaktive Lösungen.)
- Auf der Fachtagung Useware 2006 zeichnete die VDI/VDE-Gesellschaft Mess- und Automatisierungstechnik (GMA) die Packstation mit dem Useware-Preis aus. (Dieser Preis wird alle zwei Jahre für die nutzergerechte Gestaltung von technischen Systemen vergeben.)

## Ähnliche Systeme

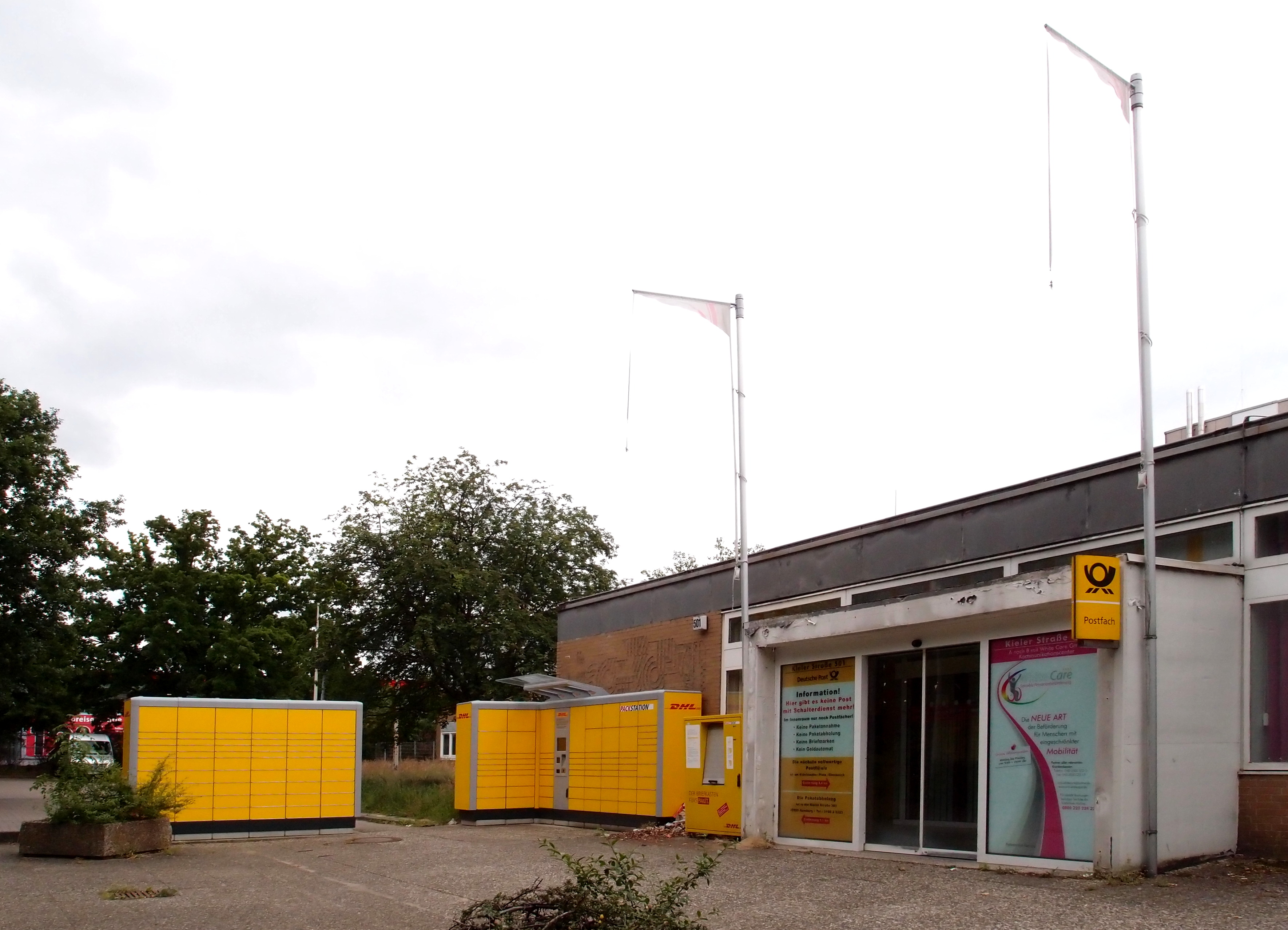
Packstation, Paketbox und Briefkasten (nicht sichtbar) ersetzen eine stillgelegte Postfiliale in Hamburg-Stellingen

Ein weiteres Selbstbedienungsangebot der Deutschen Post ist die Paketbox, ein Einwurfkasten für Päckchen und Pakete. Der Automat Post 24/7 ist ein Pilotprojekt und umfasst einen Briefmarkenautomaten, Briefkasten und weitere Selbstbedienungsleistungen. Daneben gab es zwischen 2005 und 2009 das Pilotprojekt Briefstation, ein Annahmeautomat für Briefe, der auch Leistungen wie Einschreiben und Nachnahmen anbot.
Ab Herbst 2013 erprobte DHL „Paketkästen“, die wie Briefkästen beim Kunden am Haus montiert sind. Erstes Testgebiet war in Ingolstadt. Diese Paketbriefkästen können sowohl für den Versand als auch Empfang benutzt werden. Da die Tests sehr gut angenommen wurden, war der Paketkasten seit Mai 2014 bundesweit erhältlich. Der Kasten konnte entweder für mindestens 1,99 Euro pro Monat gemietet, oder wahlweise käuflich erworben, werden. Anderen Postdienstleistern bleibt die Nutzung der DHL-Paketkästen verwehrt. Seit Anfang 2019 wird der Paketkasten nicht mehr angeboten.
Das Gegenstück zur deutschen Packstation in Österreich ist die Post.24-Station, die ebenfalls von KEBA hergestellt wird. In der Zwischenzeit gibt es vom selben Hersteller auch Anlagen in Dänemark, Chile, Norwegen und der Türkei.
Auch in der DDR gab es Paketzustellanlagen. An die eigentliche Zustelladresse wurde lediglich der Schlüssel zum Schließfach nebst einer Benachrichtigungskarte zugestellt.
Unter dem Namen „Amazon Locker“ bietet Amazon ein eigenes System an. Die Nutzung ist ausschließlich Sendungen vorbehalten, die von Amazon selbst versendet werden.

## Kritik
Der Bundesverband der Kurier-Express-Postdienste (BdKEP) sah 2014 den Onlinehandel durch den Ausbau des Paketstationen-Systems bedroht. Diese exklusiv betriebenen postalischen Infrastrukturen seien nur auf den ersten Blick kundenfreundlich. Damit werde der Wettbewerber behindert. Als Lösung sieht der BdKEP den Aufbau postalischer Infrastrukturen, bei denen der gleichberechtigte Zugang für alle Postdienste sichergestellt ist. Dieses wäre auch im Sinn der EU-Postliberalisierung. Diese Kritik wurde von der Deutschen Post DHL zurückgewiesen.
Bereits 2011 zeigten Sicherheits-Analysen aus dem Umfeld des Chaos Computer Club, dass die Magnetkarte als Identifikationsmerkmal unzureichend ist und leicht kopiert werden kann. 2015 wurde darauf aufbauend gezeigt, dass die zum Jahresanfang eingeführte MTAN-App eine Design-Schwäche enthielt, durch welche ebenfalls die erforderliche Transaktionsnummer über die Login-Daten rekonstruierbar war. Die Funktion wurde durch DHL in der App deaktiviert.
2018 wurde mehrfach kritisiert, dass der Zugang zu den „rund um die Uhr geöffneten“ Packstationen eingeschränkt wurde. Die Post begründete das mit Vandalismus. In einem anderen Fall „seien zu hohe Lärmemissionswerte“ der Grund gewesen, eine Station sogar ganz zu schließen.
2023 erhielt die Deutsche Post DHL Group den Datenschutz-Negativpreis Big Brother Award in der Kategorie Verbraucherschutz bereits zum zweiten Mal, weil „sie die Technik ihrer Packstationen so umgestellt [hat], dass man dort kein Paket mehr abholen kann ohne Smartphone und die Nutzung der Post & DHL App“. Die Jury begründete ihre Entscheidung überdies damit, dass die Post & DHL App ungefragt Daten an Tracking-Unternehmen sendet und dass die Ersetzung von Postfilialen durch Paketstationen einen „Versuch, sich den Pflichten der Grundversorgung bei der Briefzustellung zu entziehen“ darstelle.